# Valencia de Don Juan
Valencia de Don Juan, là một đô thị trong tỉnh León, Castile và León, Tây Ban Nha. Theo điều tra dân số 2004 (INE), đô thị này có dân số là 4.165 người.